# Rubén Ramírez Lezcano
Rubén Darío Ramirez Lezcano (Assunção, 11 de janeiro de 1966) é um político paraguaio.

## Biografia

### Início de vida
Rubén nasceu em 11 de janeiro de 1966 em Assunção, filho de Rubén Darío Ramírez e Lucía Lezcano de Ramírez.

### Educação
Ramirez estudou economia e recebeu o título de Bacharel em Ciências e Artes no Colégio Santa Teresa de Ciudad del Este (Paraguai). Graduado em Economia pela Faculdade de Economia e Ciências Sociais da Universidade de Buenos Aires (1987). Mestrado em Política Internacional pela Universidade de Sorbonne em Paris (1989). Também é graduado em Administração de Empresas pela Universidade da Califórnia, Los Angeles Anderson Business School (1998).

## Carreira política

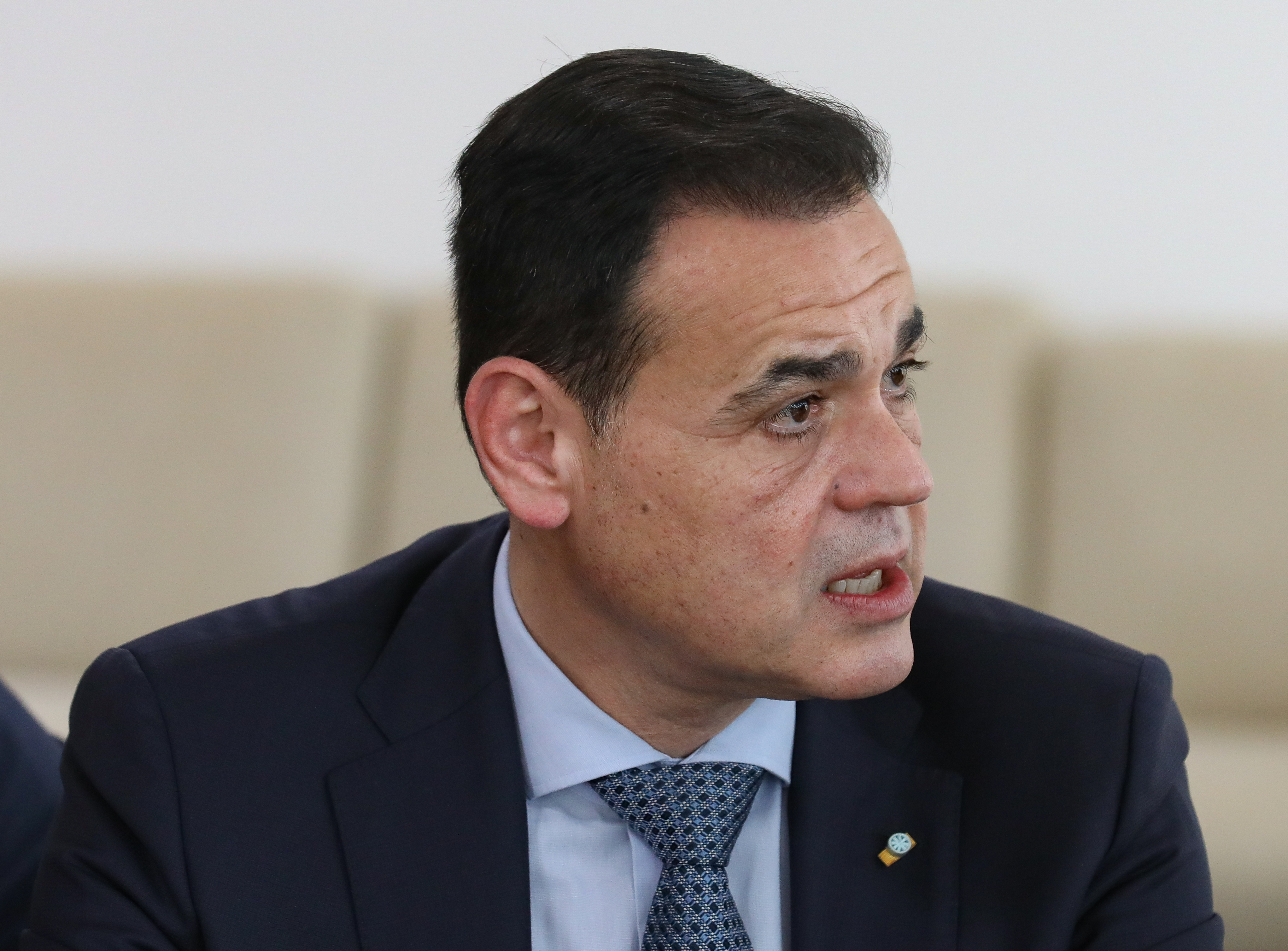
Rubén em 2022 no Palácio do Planalto.

Rúben exerceu diversos cargos políticos, como Ministro das Relações Exteriores no gabinete do Presidente Nicanor Duarte Frutos (2006-2008), Gerente do Departamento Comercial da Embaixada do Paraguai em Buenos Aires, Argentina de 1989 a 1992 e outros.
Em 2016, fez campanha para a presidência do Paraguai e foi indicado como candidato pela Corporacion Andina de Fomento.